# Timonius albus
Timonius albus är en måreväxtart som beskrevs av Georg Ludwig August Volkens. Timonius albus ingår i släktet Timonius och familjen måreväxter. Inga underarter finns listade i Catalogue of Life.